# Låtstöld
Låtstöld eller sångstöld är ett vardagligt uttryck för det som omfattas av det mer juridiskt korrekta upphovsrättsintrång. Uttrycket syftar vanligen på plagiat, det vill säga olovlig användning av en melodi eller del därav skriven av någon annan, i en komposition som man uppger vara sin egen. Det kan också avse framförande och utgivning av en sång som man inte har kompositörens eller tonsättarens tillstånd till eller inte har betalat licens till STIM eller motsvarande organisation i andra länder för. Har man tillstånd kallas det cover. Det är inte låtstöld vid traditionella folkvisor, som ingen vet vem som skrev, och sånger är skrivna av någon som varit död i minst 70 år (vilket dock kräver att man uppger upphovspersonen om den är känd). Det är heller inte låtstöld om till exempel en förskolegrupp eller skolklass tar melodin från en sång och sedan gör en egen text som de sedan sjunger på musiklektionen. Uttrycket har egentligen ingenting att göra med stöld, som är ett brott som rör materiell egendom.